# Al-Hilal Omdurmán
El Al-Hilal Club of Omdurman (en árabe: نادي الهلال السوداني‎) es un club de fútbol de Omdurmán, Sudán que juega en la Primera División de Sudán, la liga de fútbol más importante del país.

## Historia
Fue fundado en 1930 en la ciudad de Omdurmán por los estudiantes de la Universidad de Jartum Hamadnallah Ahmed, Yussuf Mustafa Al-Tini, Yusuf Al-Mamoon, y Babikir Mukhtar como reacción a la disputa en el país por ingleses y egipcios, que querían controlarlo todo y es el equipo más exitoso de Sudán con 27 campeonatos de liga. Su mayor rival es el Al-Merreikh Omdurmán.
Su nombre Hilal significa "creciente", como la luna se ve en la ciudad de manera más visible y fue el primer equipo en nacer con ese nombre.

## Palmarés

### Torneos Nacionales (57)
- Primera División de Sudán (33): 1962, 1964, 1965, 1966, 1967, 1974, 1981, 1983, 1984, 1986, 1987, 1988, 1989, 1991, 1994, 1995, 1996, 1998, 1999, 2003, 2004, 2005, 2006, 2007, 2009, 2010, 2012, 2014, 2016, 2017, 2021, 2022, 2024

- Copa de Sudán (9): 1977, 1993, 1998, 2000, 2002, 2004, 2009, 2011, 2016

- Liga de Jartum (16): 1953, 1955, 1958, 1959, 1960, 1961, 1963, 1965, 1967, 1969, 1971, 1973, 1982, 1984, 1990, 1993

### Torneos internacionales (0)
- Subcampeón de la Copa Africana de Clubes Campeones (2): 1987, 1992

- Subcampeón de la Liga de Campeones Árabe (1): 2003

## Participación en competiciones de la CAF

#### Por competición
Nota: En negrita competiciones activas.
| Competición                         | Temp. | PJ  | PG  | PE | PP | GF  | GC  | Dif. | Puntos | Títulos | Subtítulos |
| ----------------------------------- | ----- | --- | --- | -- | -- | --- | --- | ---- | ------ | ------- | ---------- |
| Liga de Campeones de la CAF         | 34    | 189 | 70  | 53 | 66 | 241 | 209 | +32  | 263    | –       | 2          |
| Copa Confederación de la CAF        | 6     | 48  | 23  | 8  | 17 | 64  | 52  | +12  | 77     | –       | –          |
| Recopa Africana                     | 3     | 8   | 3   | 1  | 4  | 8   | 10  | -2   | 10     | –       | –          |
| Copa CAF                            | 2     | 8   | 4   | 2  | 2  | 8   | 8   | 0    | 14     | –       | –          |
| Total                               | 45    | 253 | 100 | 64 | 89 | 321 | 279 | +42  | 364    | 0       | 2          |
| Actualizado a la Temporada 2021-22. |       |     |     |    |    |     |     |      |        |         |            |

### Liga de Campeones de la CAF
| Temporada | Ronda            | Club                   | Local | Visita | Global       |
| --------- | ---------------- | ---------------------- | ----- | ------ | ------------ |
| 1997      | Primera Ronda    | Kenya Breweries        | 0-0   | 0-0    | 0-0 (4-2 p.) |
| 1997      | Segunda Ronda    | Goldfields             | 2-1   | 0-2    | 2-3          |
| 1999      | Primera Ronda    | Nchanga Rangers        | 2-0   | 0-1    | 2-1          |
| 1999      | Segunda Ronda    | Espérance de Tunis     | 3-3   | 0-5    | 3-8          |
| 2000      | Primera Ronda    | Ferroviário de Maputo  | 1-1   | 1-1    | 2-2 (3-5 p.) |
| 2004      | Ronda Preliminar | Saint-George           | 1-1   | 2-1    | 3-2          |
| 2004      | Primera Ronda    | Al-Ahly                | 0-0   | 1-0    | 1-0          |
| 2004      | Segunda Ronda    | Supersport United      | 0-0   | 0-2    | 0-2          |
| 2005      | Ronda Preliminar | Awassa City            | 2-1   | 1-1    | 3-2          |
| 2005      | Primera Ronda    | Espérance de Tunis     | 2-0   | 1-5    | 3-5          |
| 2006      | Ronda Preliminar | Police                 | 3-0   | 0-0    | 3-0          |
| 2006      | Primera Ronda    | Enugu Rangers          | 4-0   | 0-1    | 4-1          |
| 2006      | Segunda Ronda    | Orlando Pirates        | 3-1   | 0-2    | 3-3 (v.)     |
| 2007      | Ronda Preliminar | Polisi SC              | 4-0   | 2-0    | 6-0          |
| 2007      | Primera Ronda    | Zamalek                | 2-0   | 2-2    | 4-2          |
| 2007      | Segunda Ronda    | Nasarawa United        | 3-0   | 0-3    | 3-3 (3-2 p.) |
| 2007      | Fase de grupos   | Al-Ahly                | 3-0   | 0-2    | 2º lugar     |
| 2007      | Fase de grupos   | Espérance de Tunis     | 2-0   | 1-1    | 2º lugar     |
| 2007      | Fase de grupos   | ASEC Mimosas           | 2-1   | 0-1    | 2º lugar     |
| 2007      | Semifinales      | Étoile du Sahel        | 2-1   | 1-3    | 3-4          |
| 2008      | Primera Ronda    | ZESCO United           | 2-0   | 0-0    | 2-0          |
| 2008      | Segunda Ronda    | Mamelodi Sundowns      | 4-2   | 0-1    | 4-3          |
| 2008      | Fase de grupos   | Enyimba                | 3-2   | 1-4    | 4º lugar     |
| 2008      | Fase de grupos   | Mazembe                | 2-2   | 0-0    | 4º lugar     |
| 2008      | Fase de grupos   | Cotonsport Garoua      | 1-1   | 0-1    | 4º lugar     |
| 2009      | Primera Ronda    | US Stade Tamponnaise   | 3-1   | 1-2    | 4-3          |
| 2009      | Segunda Ronda    | Primero de Agosto      | 2-0   | 1-3    | 3-3 (v.)     |
| 2009      | Fase de grupos   | Al-Merrikh             | 3-1   | 0-0    | 2º lugar     |
| 2009      | Fase de grupos   | ZESCO United           | 1-0   | 0-2    | 2º lugar     |
| 2009      | Fase de grupos   | Kano Pillars           | 2-0   | 1-2    | 2º lugar     |
| 2009      | Semifinales      | Mazembe                | 2-5   | 2-0    | 4-5          |
| 2010      | Primera Ronda    | Africa Sports National | 4-1   | 0-0    | 4-1          |
| 2010      | Segunda Ronda    | Ismaily                | 0-1   | 1-3    | 1-4          |
| 2011      | Primera Ronda    | CR Caála               | 3-0   | 1-1    | 4-1          |
| 2011      | Segunda Ronda    | Club Africain          | 1-0   | w.o.1  | 1-0          |
| 2011      | Fase de grupos   | Cotonsport Garoua      | 2-1   | 0-2    | 2º lugar     |
| 2011      | Fase de grupos   | Enyimba                | 1-2   | 2-2    | 2º lugar     |
| 2011      | Fase de grupos   | Raja Casablanca        | 1-0   | 0-0    | 2º lugar     |
| 2011      | Semifinales      | Espérance de Tunis     | 0-2   | 0-2    | 0-4          |
| 2012      | Primera Ronda    | DFC 8                  | 5-1   | 3-0    | 8-1          |
| 2012      | Segunda Ronda    | ASO Chlef              | 1-1   | 1-1    | 2-2 (2-4 p.) |
| 2013      | Primera Ronda    | Séwé Sports            | 3-1   | 1-4    | 4-5          |
| 2016      | Primera Ronda    | Al-Ahly Trípoli        | 2-1   | 0-1    | 2-2 (v.)     |
| 2017      | Primera Ronda    | Port-Louis 2000        | 3-0   | 2-2    | 5-2          |
| 2017      | Fase de grupos   | Étoile du Sahel        | 1-1   | 1-1    | 4º lugar     |
| 2017      | Fase de grupos   | Ferroviário da Beira   | 0-32  | 1-1    | 4º lugar     |
| 2017      | Fase de grupos   | Al-Merrikh             | 1-1   | 1-2    | 4º lugar     |
| 2018      | Primera Ronda    | Togo-Port              | 3-1   | 0-2    | 3-3 (v.)     |
| 2018-19   | Ronda Preliminar | JKU FC                 | 4-0   | 2-0    | 6-0          |
| 2018-19   | Primera Ronda    | Club Africain          | 1-0   | 1-3    | 2-3          |
| 2019-20   | Ronda Preliminar | Rayon Sports           | 0-0   | 1-1    | 1-1 (v.)     |
| 2019-20   | Primera Ronda    | Enyimba                | 1-0   | 0-0    | 1-0          |
| 2019-20   | Fase de grupos   | Étoile du Sahel        | 1-2   | 1-0    | 3º lugar     |
| 2019-20   | Fase de grupos   | Al-Ahly                | 1-1   | 1-2    | 3º lugar     |
| 2019-20   | Fase de grupos   | Platinum               | 2-1   | 1-0    | 3º lugar     |
| 2020-21   | Ronda Preliminar | Vipers                 | 0-1   | 0-1    | 0-2          |
| 2020-21   | Primera Ronda    | Asante Kotoko          | 2-03  | 1-0    | 3-0          |
| 2020-21   | Fase de grupos   | Mamelodi Sundowns      | 0-0   | 0-2    | 4° lugar     |
| 2020-21   | Fase de grupos   | CR Belouizdad          | 0-0   | 1-1    | 4° lugar     |
| 2020-21   | Fase de grupos   | Mazembe                | 0-0   | 1-2    | 4° lugar     |
| 2021-22   | Primera Ronda    | Fasil Kenema           | 1-1   | 2-2    | 3-3 (v.)     |
| 2021-22   | Segunda Ronda    | Rivers United          | 1-0   | 1-1    | 2-1          |
| 2021-22   | Fase de grupos   | Mamelodi Sundowns      | 2-4   | 0-1    | 3° lugar     |
| 2021-22   | Fase de grupos   | Al-Ahly                | 0-0   | 0-1    | 3° lugar     |
| 2021-22   | Fase de grupos   | Al-Merrikh             | 1-0   | 1-2    | 3° lugar     |

1- El partido de vuelta quedó nulo debido a que los aficionados del Club Africain invadieron el terreno de juego en el minuto 81 con el marcador empatado 1–1.

2- la FIFA suspendió a la Asociación de Fútbol de Sudán el 7 de julio de 2017, por lo que los partidos de sus clubes en torneos internacionales fueron acreditados como derrotas por marcador de 0-3.

3- Asante Kotoko tenía siete jugadores infectados con Covid-19 y no pudieron tener al menos a 15 jugadores disponibles para el partido, por lo que al Al-Hilal le fue creaditada la victoria.

### Copa Africana de Clubes Campeones
| Temporada | Ronda            | Club                 | Local | Visita | Global       |
| --------- | ---------------- | -------------------- | ----- | ------ | ------------ |
| 1966      | Primera Ronda    | Ethio-Cement         | 6-0   | 4-1    | 10-1         |
| 1966      | Cuartos de final | Diables Noirs        | 6-1   | 4-1    | 10-2         |
| 1966      | Semifinales      | Stade d'Abidjan      | 1-0   | 2-4    | 3-4          |
| 1967      | Primera Ronda    | El-Olympi            | 0-1   | 1-3    | 1-4          |
| 1970      | Primera Ronda    | Ismaily              | 0-0   | 0-1    | 0-1          |
| 1974      | Primera Ronda    | Al-Ahly Trípoli      | 3-0   | 2-2    | 5-2          |
| 1974      | Segunda Ronda    | Ghazl Al-Mehalla     | 4-1   | 1-4    | 5-5 (4-2 p.) |
| 1982      | Primera Ronda    | JE Tizi-Ouzou        | 1-0   | 0-1    | 1-1 (4-1 p.) |
| 1982      | Segunda Ronda    | Kampala Capital City | 1-3   | 0-2    | 1-5          |
| 1984      | Primera Ronda    | Printing Agency      | 1-1   | 0-1    | 1-2          |
| 1985      | Primera Ronda    | Nakivubo Villa       | 2-0   | 2-4    | 4-4 (v.)     |
| 1985      | Segunda Ronda    | Zamalek              | 1-1   | 0-4    | 1-5          |
| 1987      | Primera Ronda    | Inter Star           | 2-0   | 1-0    | 3-0          |
| 1987      | Segunda Ronda    | Nakivubo Villa       | 1-0   | 1-2    | 2-2 (v.)     |
| 1987      | Cuartos de final | Leventis United      | 2-1   | 0-0    | 2-1          |
| 1987      | Semifinales      | Canon Yaoundé        | 1-0   | 0-1    | 1-1 (4-1 p.) |
| 1987      | Final            | Al-Ahly              | 0-0   | 0-2    | 0-2          |
| 1988      | Primera Ronda    | Wagad                | 6-0   | 1-1    | 7-1          |
| 1988      | Segunda Ronda    | Kabwe Warriors       | 3-1   | 0-0    | 3-1          |
| 1988      | Cuartos de final | FAR Rabat            | 1-0   | 0-3    | 1-3          |
| 1990      | Primera Ronda    | Mukungwa             | 4-0   | 2-0    | 6-0          |
| 1990      | Segunda Ronda    | Dynamos              | 1-0   | 1-2    | 2-2 (v.)     |
| 1990      | Cuartos de final | Asante Kotoko        | 2-2   | 1-2    | 3-4          |
| 1992      | Primera Ronda    | Tourbillon           | 0-1   | 3-2    | 3-3 (v.)     |
| 1992      | Segunda Ronda    | AS Sotema            | w.o.1 | w.o.1  | w.o.1        |
| 1992      | Cuartos de final | Gor Mahia            | 2-0   | 0-2    | 2-2 (4-2 p.) |
| 1992      | Semifinales      | Ismaily              | 0-0   | 1-1    | 1-1 (v.)     |
| 1992      | Final            | WAC Casablanca       | 0-0   | 0-2    | 0-2          |
| 1993      | Primera Ronda    | Sunrise Flacq United | 0-1   | 0-2    | 0-3          |
| 1995      | Primera Ronda    | Dynamos              | 0-1   | 0-1    | 0-2          |
| 1996      | Primera Ronda    | Saint-George         | 0-0   | 0-1    | 0-1          |

1- AS Sotema abandonó el torneo.

### Copa Confederación de la CAF
| Temporada | Ronda             | Club                  | Local | Visita | Global       |
| --------- | ----------------- | --------------------- | ----- | ------ | ------------ |
| 2004      | Tercera Ronda     | Liberty Professionals | 1-0   | 0-1    | 1-1 (3-0 p.) |
| 2004      | Fase de grupos    | Petro Atlético        | 1-0   | 1-3    | 3º lugar     |
| 2004      | Fase de grupos    | Asante Kotoko         | 2-0   | 0-3    | 3º lugar     |
| 2004      | Fase de grupos    | Enugu Rangers         | 2-1   | 0-4    | 3º lugar     |
| 2006      | Tercera Ronda     | OC Khouribga          | 0-0   | 1-2    | 1-2          |
| 2010      | Tercera Ronda     | CAPS United           | 5-1   | 3-0    | 8-1          |
| 2010      | Fase de grupos    | ASFAN Niamey          | 4-2   | 0-0    | 1º lugar     |
| 2010      | Fase de grupos    | Djoliba AC            | 2-1   | 0-2    | 1º lugar     |
| 2010      | Fase de grupos    | Al-Ittihad Tripoli    | 2-0   | 2-1    | 1º lugar     |
| 2010      | Semifinales       | Sfaxien               | 1-0   | 0-1    | 1-1 (3-5 p.) |
| 2012      | Tercera Ronda     | COB                   | 2-0   | 1-0    | 3-0          |
| 2012      | Fase de grupos    | Al-Ahly Shendi        | 2-0   | 2-1    | 2º lugar     |
| 2012      | Fase de grupos    | Al-Merrikh            | 1-1   | 0-2    | 2º lugar     |
| 2012      | Fase de grupos    | Interclube            | 3-0   | 1-0    | 2º lugar     |
| 2012      | Semifinales       | Djoliba AC            | 2-0   | 0-2    | 2-2 (6-7 p.) |
| 2018      | Ronda de Play-Off | Akwa United           | 2-0   | 1-3    | 3-3 (v.)     |
| 2018      | Fase de grupos    | RS Berkane            | 0-2   | 0-1    | 4º lugar     |
| 2018      | Fase de grupos    | Al-Masry              | 1-1   | 0-2    | 4º lugar     |
| 2018      | Fase de grupos    | UD Songo              | 2-2   | 1-1    | 4º lugar     |
| 2018-19   | Ronda de Play-Off | Mukura Victory        | 3-0   | 0-1    | 3-1          |
| 2018-19   | Fase de grupos    | Nkana                 | 4-1   | 1-2    | 1º lugar     |
| 2018-19   | Fase de grupos    | Asante Kotoko         | 1-0   | 1-1    | 1º lugar     |
| 2018-19   | Fase de grupos    | ZESCO United          | 3-1   | 1-1    | 1º lugar     |
| 2018-19   | Cuartos de final  | Étoile du Sahel       | 1-2   | 1-3    | 2-5          |

### Copa CAF
| Temporada | Ronda            | Club            | Local | Visita | Global |
| --------- | ---------------- | --------------- | ----- | ------ | ------ |
| 1998      | Primera Ronda    | APR FC          | 2-1   | 1-0    | 3-1    |
| 1998      | Segunda Ronda    | Zamalek         | 1-0   | 0-0    | 1-0    |
| 1998      | Cuartos de final | DC Motema Pembe | 2-2   | 0-2    | 2-4    |
| 2002      | Primera Ronda    | Étoile du Sahel | 2-1   | 0-2    | 2-3    |

### Recopa Africana
| Temporada | Ronda         | Club                 | Local | Visita | Global |
| --------- | ------------- | -------------------- | ----- | ------ | ------ |
| 1994      | Primera Ronda | Rayon Sport          | 1-0   | 1-4    | 2-4    |
| 2001      | Primera Ronda | Zamalek              | 0-1   | 0-1    | 0-2    |
| 2003      | Primera Ronda | Insurance            | 2-0   | 2-0    | 4-0    |
| 2003      | Segunda Ronda | Baladeyet El-Mahalla | 0-0   | 2-4    | 2-4    |

## Equipos afiliados
| - Real Madrid C. F. - ASEC Mimosas - Al Ahly - Zamalek | - Asante Kotoko - Supersport United - TP Mazembe - Espérance ST | - Canon Yaoundé - Étoile du Sahel - Hearts of Oak - Berekum Chelsea |